# Ron Bontemps
Pour les articles homonymes, voir Bontemps.
Ronald « Ron » Yngve Bontemps, né le 11 août 1926 à Taylorville, dans l'Illinois et mort le 13 mai 2017 à Peoria (Illinois), est un ancien joueur américain de basket-ball. Il évolue au poste d'arrière.

## Palmarès
- Champion olympique 1952